# Manifest revulsista nord-català
El manifest revulsista nord-català és un manifest redactat el 1998 pels creadors nord-catalans Pascal Comelade, Joan-Lluís Lluís i Aleix Renyé.
El manifest és fonamentalment una crítica de la gestió cultural de la República francesa i les seves polítiques "jacobines", i una reivindicació de la condició dels seus autors com a nord-catalans, i del seu territori com a "part integrant dels Països Catalans".